# 대한민국 민법 제487조
대한민국 민법 제487조는 변제공탁의 요건, 효과를 규정한 민법 채권법의 조항이다.

## 조문
민법 제487조 (변제공탁의 요건, 효과)채권자가 변제를 받지 아니하거나 받을 수 없는 때에는 변제자는 채권자를 위하여 변제의 목적물을 공탁하여 그 채무를 면할 수 있다. 변제자가 과실없이 채권자를 알 수 없는 경우에도 같다.

## 사례
11세 된 아이가 18세 된 甲과 다투다 눈에 심한 부상을 입었다. 甲의 부모는 이에 대한 손해배상액으로 8,000만원을 변제공탁 하였고 아이의 부모는 이것으로는 치료비도 부족하여 공탁금을 수령하면서 손해배상금의 일부로 수령한다는 이의유보를 공탁공무원에게 하였다.

## 판례

### 공탁요건
- 채무자가 변제의 목적물을 공탁하여 그 채무를 면하기 위하여는 (1) 채권자가 변제를 받지 아니하거나 (2) 채권자가 변제를 받을 수 없거나 (3) 과실 없이 채권자를 알 수 없을 때이며, 위 3요건 중의 1에 해당함이 필요하며, 위의 3요건 중에 전혀 해당되지 아니하는 경우에는 채무자가 목적물을 공탁하였다 하더라도 채무자는 그 채무를 면치 못하는 것이다.[2]

### 공탁물을 이의 없이 수령한 경우의 효과
- 채무의 액수에 관하여 다툼이 있는 경우에 채무자가 채무전액의 변제임을 공탁원인 중에 밝히고 공탁을 하였는데 채권자가 그 공탁금을 수령하면서 공탁공무원이나 채무자에게 채권의 일부로 수령한다는 등 이의유보 의사표시를 한 바 없다면 채권자는 그 공탁취지에 따라 이를 수령하였다고 보아야 한다[3]

### 이의유보 표시
- 그런데 이러한 이의유보의 의사표시는 누구에게 하여야 하는지 문제되는데 판례를 보면, 공탁된 토지수용보상금수령에 관한 이의유보 의사표시의 상대방은 반드시 공탁공무원(현재 공탁관)에 국한할 필요가 없고 보상금지급의무자인 기업자도 상대방이 된다[4].

## 같이 보기
- 공탁